# 漢字假名混寫文
漢字假名混寫文（日语：仮名交じり文），是當今日本的日語書寫系統，是以漢字和假名混合使用。

## 簡介
平安時代後期，打破了萬葉假名而出现的按照平假名書寫的日文系統，使得漢字與假名可以混合使用，雖然到近代明治維新和美軍佔領時期曾有廢除漢字的聲音出現，但直到現在日本還是持續使用這套書寫系統，使得學習日語的不論是本國還是外國人，都必須同時學習三種文字（即漢字，平假名和片假名）。
目前主要以平假名和漢字混寫為主，片假名則多標示外來和專業名詞。